# 八塚彩美
八塚 彩美（やつづか あやみ、1986年4月21日 - ）は、朝日放送テレビ（ABC）の社員で元・アナウンサー。血液型はO型。

## 来歴・人物
愛媛県松山市出身。愛媛県立松山東高等学校から同志社大学文学部英文学科に進学した。高校では弦楽部、大学では同志社学生放送局に在籍。大学時代には、フリーペーバー誌「Gakushin」の2007年12月号にインタビュー記事が掲載された ほか、同志社学生放送局の同期生に去来川奈央がいた。
大学卒業後の2009年に、アナウンサーとして朝日放送へ入社した。同期入社のアナウンサーは横山太一。母校・同志社大学の卒業生有志（TEAM DOSHISHA制作委員会）によって同年11月に刊行された『同志社三昧　TEAM DOSHISHA 2009』（学研クエスト）では、桂紗綾（系列校の同志社女子大学から前年に入社したアナウンサー）とともに、インタビュー企画の「女子アナ奮闘記」に登場している。
2010年1月23日から3月13日まで、入社後初のレギュラー番組として、朝日放送ラジオの報道番組『ニュース探偵局DX』を同局アナウンサーの上田剛彦と共に担当した。同年4月3日からは、『おはよう朝日土曜日です』（朝日放送テレビ）の8代目司会者として、同じく上田と共演。2012年には、『速報!甲子園への道』でメインキャスターに起用されるなど、全国高校野球選手権大会の中継・関連番組で進行役を務めていた。ちなみに、『おはよう朝日です土曜日です』には上田の降板後も出演を継続。2020年10月3日放送分で降板するまで、10年間にわたって司会を務めた。
2012年度から2016年度までのナイターオフ期間は、朝日放送ラジオの生ワイド番組『堀江政生のほりナビ!!』で、先輩アナウンサーである堀江のパートナーとしてレギュラー出演。2013年4月4日から2016年3月24日までは、『ビーバップ!ハイヒール』（朝日放送テレビ）で、番組初の女性アシスタント（データガール）を務めた。
2013年には、同僚アナウンサーの北村真平と共に、8月12日（月曜日）から8月16日（金曜日）まで『おはようパーソナリティ道上洋三です』（朝日放送ラジオ）でパーソナリティ代理を担当。また、朝日放送が製作に出資した同月公開の東宝映画「少年H」に、台詞のある役柄でワンシーンだけ出演した。
ピアノを演奏することや、身体のバランス感覚を保つことが得意で、趣味は、料理、旅行、音楽鑑賞。実母から着物を譲り受けたことや、『とびだせ!夕刊探検隊』（朝日放送ラジオ）で桂吉弥との共演を始めたことがきっかけで、吉弥と共に茶道の裏千家へ入門している。
なお、『夕刊探検隊』には2011年1月から2021年9月27日放送分まで、11年近くにわたってレギュラーで出演。朝日放送ラジオでは2019年4月7日から『サニー・フランシスのマサララジオ』（日曜日の18:00 - 21:00に放送されている生ワイド番組）でサニー・フランシスのアシスタントも務めていたが、2022年3月27日放送分で降板した後に、同年4月1日付で朝日放送テレビのアナウンスセンターから総務部へ異動した。

## 出演・担当番組

### 過去

#### テレビ
- ABC NEWS（不定期）
- bijin-tokei×ABC（テレビ、2010年3月）- 喜多ゆかり・乾麻梨子と共演
- テレビ朝日版美人時計（web、2010年12月） - 『相棒-劇場版II-』とのコラボレーションで朝日放送代表としてANN系列各局のアナウンサーと共演
- 大改造!!劇的ビフォーアフターSEASON2（テレビ、2011年3月20日・5月22日） - アテンダント（アシスタント）・江口ともみの代役で出演
- 速報!甲子園への道

2009年・2010年に関西ローカルパートのリポーター、2012年にメインキャスターを担当。
- 全国高校野球選手権大会中継

2009年に「燃えろ!ねったまアルプス」リポーター、2010年 - 2012年に甲子園スタジオのキャスターを担当。
- おはよう朝日土曜日です （2010年2月6日 - 2020年10月3日）

2010年2月よりリポーターとして登場した後に、2010年4月より司会を兼務。
- 土曜ワイド劇場 切り裂きジャックの告白 〜刑事 犬養隼人〜（テレビ、2015年4月18日） - 八田綾子役で出演。
- なるみ・岡村の過ぎるTV

第1回（2013年10月6日放送分）から、同僚の女性アナウンサーと交互に、進行役として出演。
- これみてみ!（2014年4月 - 2015年9月27日）

番組のPRを目的としたミニ番組で、ナビゲーターとしてオープニング・エンディングの映像に登場。
- ビーバップ!ハイヒール （2013年4月4日 - 2016年3月24日）

番組開始から長らく「データマン」を務めてきた上司・岡元昇（アナウンス担当部長兼アナウンサー）の後任で、「データガール」として出演。放送上は、司会のハイヒールなどから、「八塚ちゃん」と呼ばれていた。
- エージェントWEST!（ロケ企画に不定期で出演）
- おはようコールABC（2018年1月22日・25日）

メインキャスター陣の1人で後輩アナウンサーの斎藤真美が休暇に入ったことから、斎藤の代役として出演。同志社大学時代の同級生だった去来川が木・金曜放送分のニュースキャスターを務める関係で、25日（金曜日）放送分では、アナウンサーとして初めて去来川との共演を果たした。
- ほな行こCar!～寄りみちドライブ～（2020年10月4日 - 2022年5月15日）
  - 同郷（愛媛県出身）の友近と共演するドライブロケ番組で、ロケ撮影用の乗用車を自ら運転している。
  - 総務部へ異動した2022年4月以降もアナウンサー時代に収録したロケの映像を順次放送したため、放送上は「ABCテレビアナウンサー」という肩書を使用。

#### ラジオ
- ABCニュース（不定期）
- 楠淳生のやんちゃな!weekend（2009年11月14日） - アシスタント・セシリアの代役で出演。
- ニュース探偵局DX（2010年1月23日 - 3月13日、土曜日21:00 - 21:55）
- 2010年参議院選挙開票特別番組（スタジオ担当、2010年7月11日）
- 昭和寄席芸人の歌〜大平サブローの思い出〜（2011年1月9日）
- とびだせ!夕刊探検隊（アシスタント、2011年1月 - 2021年9月27日）
- 堀江政生のほりナビ!!シリーズ（ナイターオフ編成版・木曜パートナー、2012 - 2016年度）

2012年度から始まったナイターオフ編成版では、木曜日のパートナーとして、日替わりコーナー「ほりナビ女子部」の取材・進行や「クイズ八塚彩美」の出題も担当。当番組への出演をきっかけに、リスナーから「あやみん」という愛称で呼ばれるようになった。また、2012年12月6日放送分の「ほりナビ女子部」では、朝日放送ラジオ第1スタジオからの生放送で「エリーゼのために」をピアノで演奏した。
2013年度から始まったナイターイン編成版では、プロ野球の開催を最初から予定していない火 - 木曜日（予備日など）に『ABCフレッシュアップベースボール』のスタジオバージョンとして拡大版を放送する場合にのみ、堀江のパートナーとして出演。堀江の夏季休暇中に、堀江が1人でパーソナリティを担当しているレギュラー放送で、パーソナリティー代理を務めることもある。
2016年度のナイターオフ編成版である『堀江政生のほり×ナビ』（ほりえまさおのほりなびクロス）には、「コンシェルジェ」という肩書で水・木曜日に出演した。
- おはようパーソナリティ道上洋三です（2013年8月12日 - 16日、2014年8月18日） - アシスタントの久野愛（2013年）、吉田詩織（2014年）の代役で出演。
- 八塚彩美のちょびっと（2015年10月26日 - 10月28日）
- 八塚彩美の彩りラジオ!（2017年10月1日 - 2019年9月29日、毎週日曜日8:50 - 9:00 → 9:30 - 9:45 → 5:15 - 5:40）
  - 朝日放送ラジオ制作番組の情報や、番組出演者へのインタビューを放送するほか、同局番組審議会での審議の内容を月に1回報告。番組審議会からの報告については、2019年10月から、先輩アナウンサーの中邨雄二が『サクサク土曜日　中邨雄二です』内で担当を引き継いでいる。
- ラジオでウラ実況!? M-1グランプリ2019 - メッセンジャーあいはら、ザ・プラン9・お～い!久馬、ユウキロック、2018ファイナリストのギャロップ・林健らとともに出演[6]。
- 桑原征平粋も甘いも
  - 2020年2月 - 「粋甘流☆美女と野獣NEO」（水曜13時台の大喜利コーナー）にて「犬も歩けば棒に当たる。クワも歩けば…?」というお題の読み上げを担当[注釈 3]。
  - 2021年2月11日 - 「征平の女子アナさんいらっしゃい!」（木曜13時台のトークコーナー）にゲスト出演。
- 全力投球!!妹尾和夫です。サンデー（2021年7月11日） - 先輩アナウンサー・小寺右子の私用[注釈 4]に伴いアシスタントを代演。
- 中邨雄二・八塚彩美の真夏のねちねちラジオ（2021年7月29日）
- 八塚彩美のおやつどきっ！（2021年8月17日）
- サニー・フランシスのマサララジオ（初代アシスタント、2019年4月7日 - 2022年3月27日） - 総務部への異動に伴って、小寺がアシスタントを引き継いだ。

## 映画
- 少年H（2013年、東宝） - 水谷豊扮する妹尾盛夫が劇中で乗り合わせた電車の乗客役